# Мамаді Діамбу
Мамаді Діамбу (фр. Mamady Diambou, нар. 11 листопада 2002, Бамако, Малі) — малійський футболіст, півзахисник австрійського клубу «Зальцбург».

## Ігрова кар'єра

### Клубна
Мамаді Діамбу починав займатися футболом на своїй батьківщині у малійському клубі «Гуідарс». У 2021 році футболіст переїхав до Європи, де приєднався до австрійського клубу «Зальцбург». У січні 2021 року Діамбі підписав з клубом чотирирічний контракт і одразу був відправлений до фарм - клубу «Зальцбурга» - до «Ліферінга».
Підготовку до сезону 2021/22 Діамбі провів в «Зальцбургу» і 22 вересня 2021 року зіграв першу гру в основі, коли вийшов на заміну у матчі Кубку Австрії. 3 жовтня Мамаді дебютував у чемпіонаті Австрії у матчі проти ЛАСК. В тому ж сезоні разом з клубом футболіст став чемпіоном Австрії та виграв національний Кубок.
В січні 2023 року Діамбі знову був відданий в оренду. Цього разу його клубом став швейцарський «Люцерн», де до кінця сезону півзахисник провів 13 матчів.

### Збірна
У 2023 році у складі збірної Малі (U-23) Діамбі став бронзовим призером молодіжного кубку африканських націй.

## Титули
Зальцбург
 Чемпіон Австрії: 2021/22
 Переможець Кубка Австрії: 2021/22
Малі (U-23)
 Бронзовий призер Кубка африканських націй (U-23): 2023